# Sudeten Park
Sudeten Park är en park i Kanada.   Den ligger i provinsen British Columbia, i den centrala delen av landet, 3 300 km väster om huvudstaden Ottawa. Sudeten Park ligger 725 meter över havet.
Terrängen runt Sudeten Park är huvudsakligen platt. Sudeten Park ligger nere i en dal. Trakten runt Sudeten Park är nära nog obefolkad, med mindre än två invånare per kvadratkilometer.. Närmaste större samhälle är Pouce Coupe, 18,8 km norr om Sudeten Park. 
I omgivningarna runt Sudeten Park växer i huvudsak blandskog.